# Paróquia Matriz de Santo Antônio de Pádua (Americana)
A Basílica Santuário de Santo Antônio de Pádua é o maior templo católico construído ao estilo neoclássico no Brasil. Localiza-se na cidade de Americana, São Paulo. Atualmente é o maior templo da diocese de Limeira. Com um rico patrimônio de arte sacra, suas paredes foram pintadas pelos irmãos italianos Pietro e Ulderico Gentili (este último avô paterno do apresentador Danilo Gentili). É um dos principais pontos turísticos da cidade de Americana. 

## História

### Construção
Desde o final da década de 1940, a Matriz da cidade tinha se tornado pequena demais para a população americanense, e começou a ser feito o estudo da possibilidade de se construir uma nova matriz. Monsenhor Nazareno Magi foi o precursor da ideia e lutou com a população para que esse sonho se tornasse realidade.
A construção iniciou-se em 1950, pela empresa campineira Lix da Cunha. As previsões de custo assustaram os católicos, e para arrecadar fundos foram feitas varias campanhas na época. A pintura da igreja ficou a cargo dos irmãos italianos Pietro e Ulderico Gentili, Pietro Gentili começou a trabalhar em 1961 e acabou falecendo envenenado pela tinta que usava em 8 de agosto de 1968. Adoeceu quando pintava o quadro da morte de São José, que foi mantido inacabado. A obra da pintura da igreja continuou com seu irmão Ulderico Gentili, que terminou o trabalho em 1972. Em 22 de abril de 1972 Monsenhor Magi falece sem ver totalmente pronto o projeto que ele dedicou toda a vida. A sua conclusão final, em 1977 se deu pelas incumbências do Reverendíssimo Padre Constantino Gardinali.

### 13 de junho de 2013
A cidade de Americana alegrou-se, juntamente com a Igreja diocesana e do Brasil com a solene celebração do seu Padroeiro, Santo Antônio de Pádua, ocasião na qual a Igreja Matriz fora contemplada com o título de santuário diocesano. A Solenidade de elevação ao grau de Santuário teve lugar no dia 13 de junho (feriado municipal), iniciando-se às 10h com o hasteamento das Bandeiras do Vaticano, do Brasil, de Americana e do Santuário Santo Antonio de Pádua e em seguida a Solene Santa Missa de Elevação presidida pelo então Bispo Diocesano, D. Vilson Dias de Oliveira contando com ainda com a participação de autoridades e clérigos da região.

### Basílica
Exatamente um ano após ser decretada Santuário os fiéis receberam a notícia da elevação ao grau de Basílica menor, mais alto posto que uma Igreja pode alcançar. Em tempo inédito de análise e aprovação, pouco mais de um mês, o decreto de criação foi assinado pelo Papa Francisco no dia 30 de maio de 2014 e apresentado no dia 13 de junho de 2014 pelo Bispo Diocesano de Limeira, Dom Vilson Dias de Oliveira, DC.
A Missa de Instalação da Basílica ocorreu no dia 30 de novembro de 2014.
Cerca de 5 mil fiéis acompanharam a leitura do Decreto de Criação da Basílica e a entrada dos símbolos que vão ficar perenemente expostos no altar: um tintinábulo e uma umbela.

## O edifício

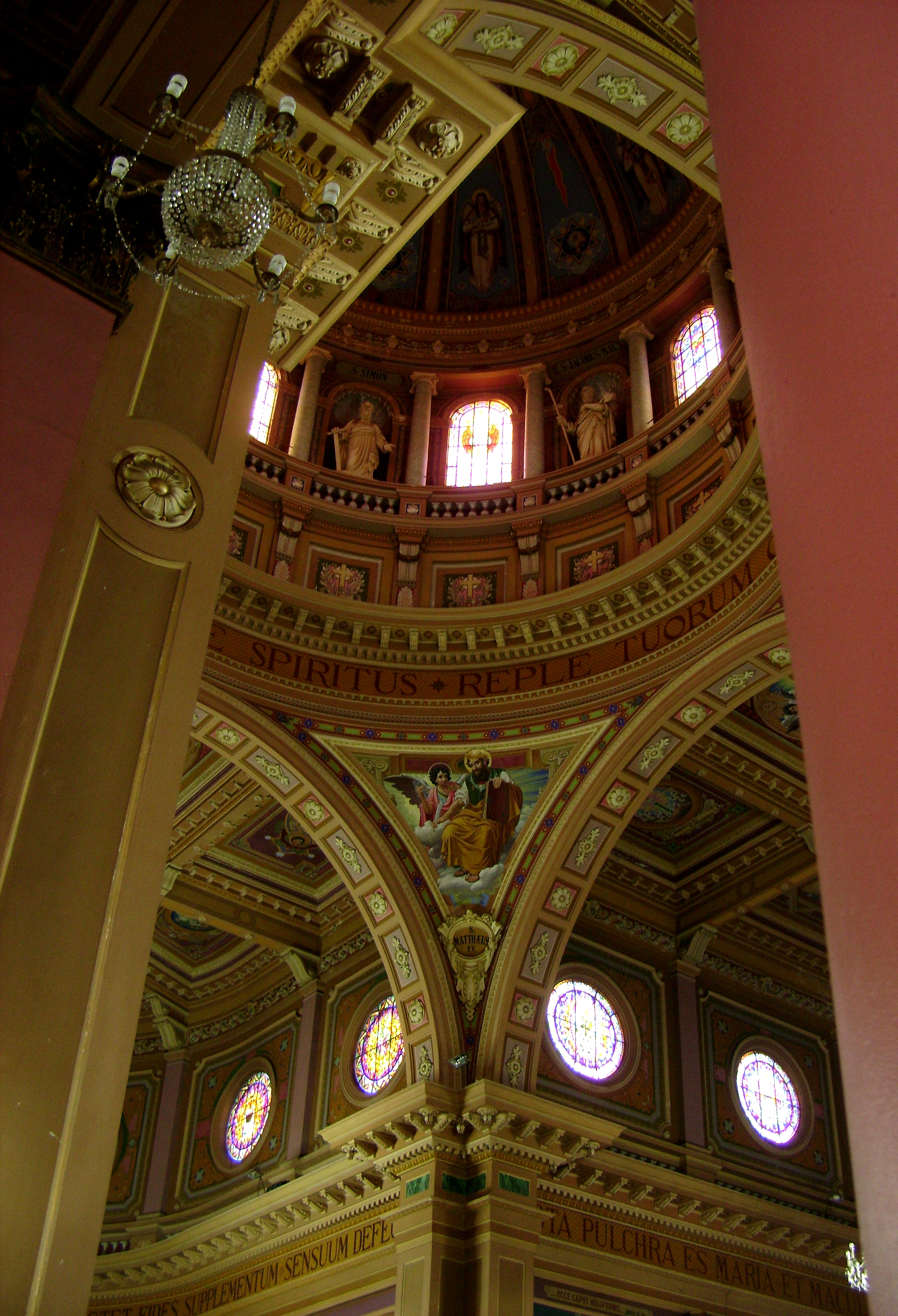
Interior da igreja

### Arquitetura
A Basílica Santuário de Santo Antônio é a maior igreja da diocese de Limeira e a maior do seu estilo no Brasil. Construída em estilo neoclássico, mede 22 metros de altura em 80 metros de comprimento, com 30 metros de largura. Sua cúpula tem 50 metros de circunferência, e seu piso se estende por 42 metros. A fundação da igreja conta com 560 grandes estacas de concreto, e foram utilizados 3 milhões de tijolos em sua construção. A igreja tem forma de cruz latina, com três naves e transepto com cúpula sobre o cruzeiro. A fachada, é formada por seis colunatas que sustentam o alpendre.